# Символы денария
Символ (знак) денария (𐆖, X) — краткое обозначение денежной единицы Древнего Рима. В качестве самостоятельного символа включён в стандарт Юникод в блоке Древние символы под кодом U+10196.

## Античность
Денарий (лат. denarius) — древнеримская монета, впервые отчеканенная в 268 году до н. э. и на долгое время ставшая самой распространённой серебряной монетой Древнего Рима, а затем и западноевропейских государств средневековья. Первоначально его достоинство было установлено в 10 ассов. Отсюда происходит и название монеты, которое дословно означает «состоящий из десяти», и её символ — римская цифра X.
В 217 году до н. э. денарий был приравнен к шестнадцати ассам — «состоящий из десяти» превратился в «состоящий из шестнадцати», но сохранил прежнее название. Остался неизменным и знак денежной единицы — X, который встречается практически на всех денариях до 150 года до н. э. Лишь на небольшой группе монет 150—145 годов отчеканен знак XVI. Затем опять появляется символ X и параллельно — X (Гарольд Мэттингли полагает, что монеты со знаком X чеканились для провинций, в то время как денарии со знаком X для самого Рима). После 110 года до н. э. знаки стоимости за очень редкими исключениями на денариях не встречаются (последний денарий с символом X из каталога Мэттингли датирован 81 годом до н. э.).
Существует несколько объяснений этому «противоречию». Одно из них состоит в том, что соотношение 1:16 использовалось только для самого Рима. Выплата же жалования легионерам, расквартированным в провинциях, традиционно производилась в ассах из расчёта не 1:16, а 1:10 вплоть до реформы Августа. Не исключено также, что со временем символ X (или X) стал не обозначением достоинства (номиналом), а символом самой денежной единицы — денария как самостоятельного, а не производного от асса номинала.

## Средневековье,Новое времяисовременность

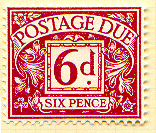
Британская марка

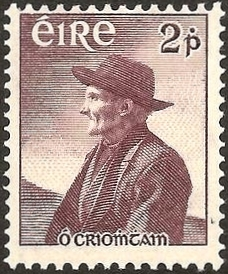
Ирландская марка

Чеканка денариев в Риме прекратилась после денежной реформы Аврелиана (римский император в 270—275 годах). При Диоклетиане (римский император в 284—305 годах) денарий становится одной из основных счётных денежных единиц — общий денарий (лат. denarius communis).
В эпоху Средневековья чеканка денариев возобновилась: пфенниг (нем. Pfennig или Pfenning) в Германии, пенни (англ. penny) в Англии, денье (фр. denier) во Франции, динар (араб. دينار‎) в арабских странах, пеняз (пол. pieniądze) в Польше и Литве. При этом символами, в частности, пенни и пфеннига стала первая буква в латинском названии монеты — denarius. В Англии и англоязычных странах она писалась обычным шрифтом — d, в Германии — немецким готическим курсивом — ₰. После 1971 года (введения в Великобритании десятичной системы денежного счисления) пенни стали обозначать буквой p, символ немецкого пфеннига практически не используется с середины XX века. Символ ирландского пенни до 1971 года помимо родового для всех пенни начертания (d) имел и оригинальный вариант на основе гэльского шрифта — латинская буква p с точкой сверху (ṗ). Иногда эта точка опускалась.
От денария происходят названия многих современных европейских, азиатских и африканских валют, а также разменной денежной единицы Ирана. Они не имеют самостоятельных символов. Для их краткой записи используются обычные сокращения (см. таблицу).

## Сводная таблица символов

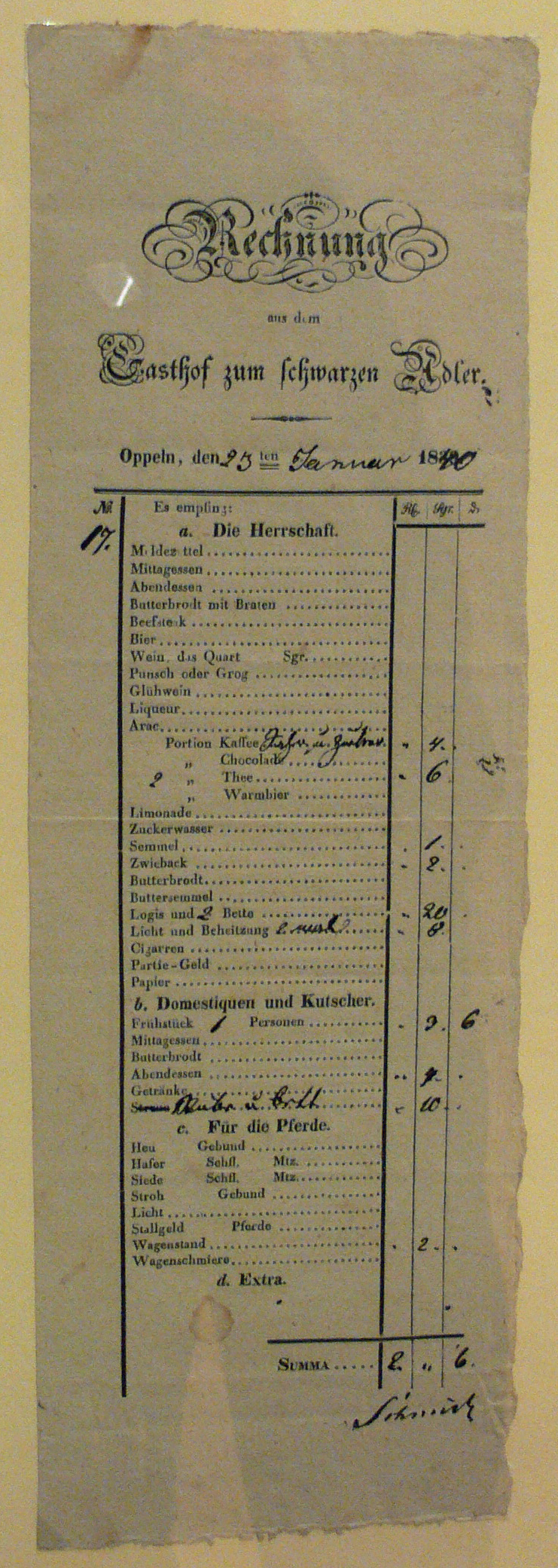
Счёт с символом пфеннига

| Античные денежные единицы                     |                    |             |
| Денарий                                       | Римская республика | X, X, XVI   |
| Современные валюты                            |                    |             |
| Денар                                         | Северная Македония | ден. • MDen |
| Динар                                         | Алжир              | .د.ج • DA   |
| Динар                                         | Бахрейн            | .د.ب • BD   |
| Динар                                         | Иордания           | .د.إ • JD   |
| Динар                                         | Ирак               | .د.ع • ID   |
| Динар                                         | Кувейт             | .د.ك • KD   |
| Динар                                         | Ливия              | .د.ل • LD   |
| Динар                                         | Сербия             | din. • дин. |
| Динар                                         | Тунис              | .د.ت • TD   |
| Исторические разменные денежные единицы       |                    |             |
| Пфенниг (1⁄100 марки)                         | Германия           | ₰           |
| Пенни (1⁄12 шиллинга; 1⁄240 фунта стерлингов) | Великобритания     | d           |
| Современные разменные денежные единицы        |                    |             |
| Динар (1⁄100 риала)                           | Иран               | .د          |

## Кодировка
В Юникод наряду с другими древнеримскими символами был включён в версии 5.1 в блоке Древние символы (англ. Ancient Symbols) под названием roman denarius sign.